# Kaspar Johann Wüstefeld
Johann Kaspar Joseph Wüstefeld (* 8. Dezember 1782 in Mainz; † 3. Juni 1825 in Frankfurt am Main) war ein Politiker der Freien Stadt Frankfurt.
Kaspar Johann Wüstefeld war ein Sohn des Advokaten am Mainzer Hofgericht und außerordentlichen Professors der Rechte an der Universität Mainz Johann Friedrich Wüstefeld (1744–1818) aus Gieboldehausen. Er war promovierter Jurist und judenschaftlicher Gemeindeschreiber in Frankfurt am Main. Von 1816 bis 1825 war er als Senator Mitglied im Senat der Freien Stadt Frankfurt. Von 1817 bis 1824 war er Mitglied des Engeren Rates. Er gehörte dem Gesetzgebenden Körper von 1818 bis 1825 an. Wüstefeld war auch als Hofrat für das Fürstentum Anhalt-Bernburg in Frankfurt am Main tätig.